# Elaeagnus tonkinensis
Elaeagnus tonkinensis är en havtornsväxtart som beskrevs av Servettaz. Elaeagnus tonkinensis ingår i släktet silverbuskar, och familjen havtornsväxter. Inga underarter finns listade i Catalogue of Life.